# Partido Humanista de Angola
El Partido Humanista de Angola (en portugués: Partido Humanista de Angola) es un partido político angoleño dirigido por Florbela Malaquias. Fue legalizado por la Corte Constitucional el 27 de mayo de 2022.

## Historia
El partido postuló a Florbela Malaquias como candidata presidencial, siendo la primera mujer en el país en postularse como candidata al cargo. Ganó dos escaños en la Asamblea Nacional en las elecciones generales angoleñas de 2022.